# Gustav Hölscher

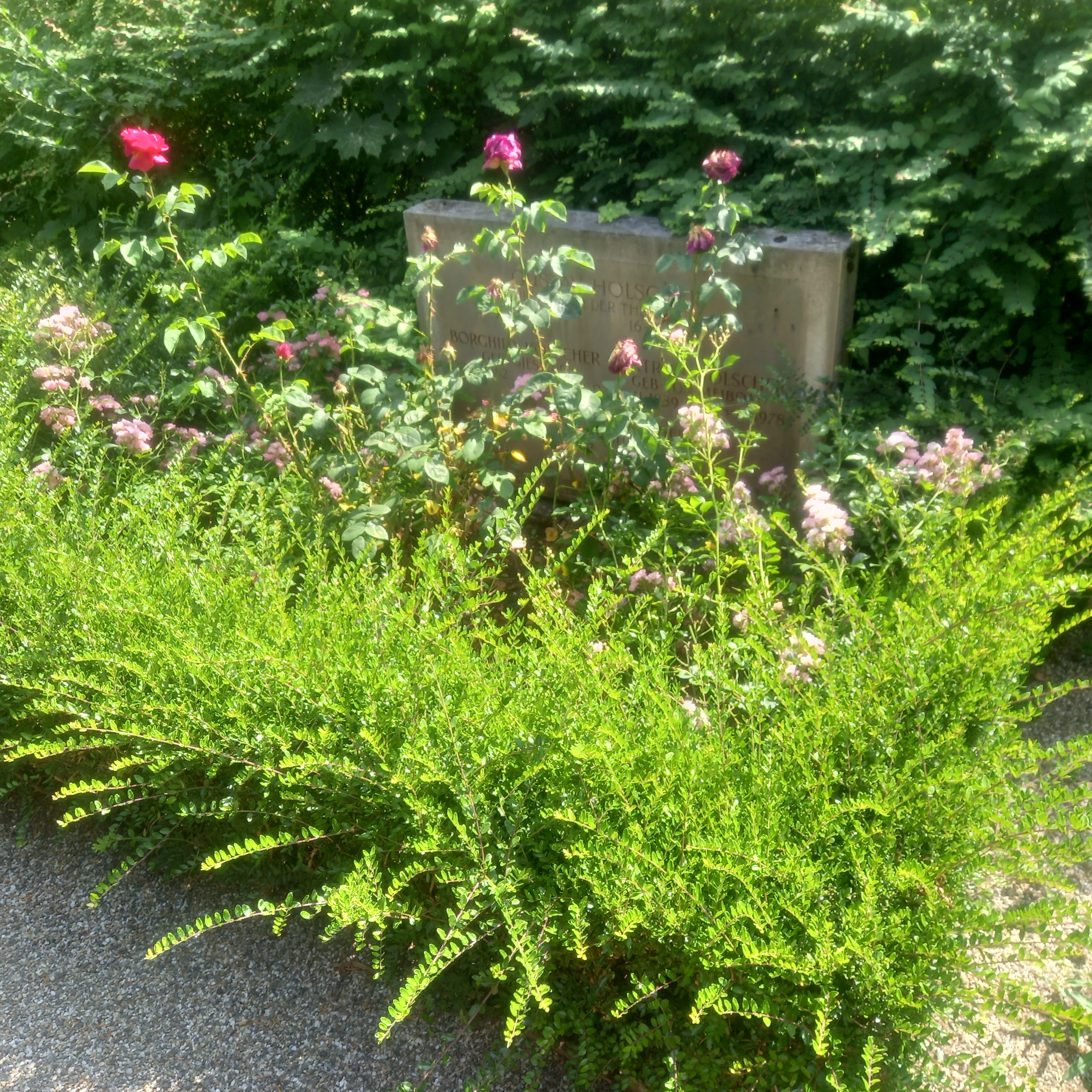
Das Grab von Gustav Hölscher und seiner Ehefrauen Borghild geborene Gjessing und Gertrud geborene von Meibom auf dem Friedhof Handschuhsheim in Heidelberg

Gustav Hölscher (* 17. Juni 1877 in Norden; † 16. September 1955 in Heidelberg) war ein deutscher evangelisch-lutherischer Theologe und ordentlicher Professor für Alttestamentliche Wissenschaft.

## Biographie
Nach schulischer Ausbildung in Leipzig, wo sein Vater Wilhelm Hölscher an der Nikolaikirche Pfarrer war, begann Hölscher ein Studium an der Universität Erlangen. Nach wenigen Semestern kehrte er jedoch nach Leipzig zurück und wechselte an die Universität Leipzig zurück, wo er 1900 sein Theologisches Examen ablegte. Zunächst ging er nach Berlin, um seine orientalistischen Studien fortzusetzen. Hölscher erlernte neben der hebräischen und syrischen Sprache noch Arabisch, Altäthiopisch, Akkadisch und Persisch. Nach seiner 1902 in Leipzig eingereichten Dissertation folgte ein Studienaufenthalt in Palästina. Er habilitierte sich 1905, 1912 wurde ihm der Professorentitel verliehen.
Nach einer Vertretung an der Universität Göttingen (1913/1914) und einer außerplanmäßigen Professur an der Theologischen Fakultät in Halle an der Saale berief man Hölscher 1920 an die Universität Gießen, bereits ein Jahr später an die Universität Marburg. 1929 kam Hölscher dem Wunsch einer Versetzung an die Universität Bonn nach, um deren Wiederaufbau zu organisieren. Unter seiner Ägide kamen unter anderem Karl Ludwig Schmidt und Karl Barth nach Bonn. Die kritische Distanz zum NS-Staat bewirkte 1935 schließlich seinen Wechsel an die Universität Heidelberg. Dort wurde er nach dem Zweiten Weltkrieg erster Dekan seiner Fakultät, 1949 emeritiert und starb 1955 nach kurzer Krankheit. Seit 1936 war er ordentliches Mitglied der Heidelberger Akademie der Wissenschaften.
Hölschers Söhne waren der Ägyptologe Wilhelm Hölscher und der Altphilologe Uvo Hölscher.

## Schriften (Auswahl)
Das wissenschaftliche Werk Hölschers umfasst sowohl Arbeiten zur Literaturgeschichte des Alten Testaments, zur Religionsgeschichte des antiken Judentums sowie Werke zur hebräischen Metrik, aber auch zu Nikolaus von Kues.
- Palästina in der persischer und hellenistischer Zeit. Eine historisch-geographische Untersuchung. 1903.
- Die Quellen des Josephus für die Zeit vom Exil bis zum jüdischen Kriege. 1904.
- Kanonisch oder apokryph. Ein Kapitel aus der Geschichte des alttestamentlichen Kanons. 1905.
- Der Sadduzäismus. Eine kritische Untersuchung zur späteren jüdischen Religionsgeschichte. 1906.
- Landes- und Volkskunde Palästinas (= Sammlung Göschen 345). 1907.
- Die Geschichte der Juden in Palästina seit dem J. 70 n. Chr. Eine Skizze. 1909.
- Die Mischnatraktate Sanhedrin und Makkoth. Ins Deutsche übersetzt und unter besonderer Berücksichtigung des Verhältnisses zum Neuen Testament mit Anmerkungen versehen. 1910.
- Die Profeten. Untersuchungen zur Religionsgeschichte Israels. 1914.
- Die Entstehung des Buches Daniel. In: ThStKr 92, 1919, S. 113–138.
- Arabische Metrik. In: Zeitschrift der Deutschen Morgenländischen Gesellschaft 74, 1920, S. 359–416.
- Geschichte der israelitischen und jüdischen Religion (Sammlung Töpelmann / 1 ; 7). Töpelmann, Gießen 1922.
- Komposition und Ursprung des Deuteronomiums. In: Zeitschrift für die alttestamentliche Wissenschaft 40, 1922, S. 161 ff.
- Das Buch der Könige. In: Hans Schmidt (Hrsg.): Eucharistion. Studien zur Religion und Literatur des AT und NT, Hermann Gunkel zum 60. Geburtstag. Bd. 2, 1923, S. 158 ff.
- Die Bücher Esr und Neh. In: Alfred Bertholet (Hrsg.): Die Handschriften des Alten Testaments. Bd. 2, 4. Auflage, 1923, S. 491–562.
- Ezechiel. Der Dichter und das Buch. Eine literarkritische Untersuchung (BZAW 39). 1924.
- Die Ursprünge der jüdischen Eschatologie. 1925.
- Urgemeinde und Spätjudentum. Oslo 1928.
- Syrische Verskunst. 1932.
- Das Buch Hiob. 1937 (2. Auflage 1952).
- Die Hohenpriesterliste bei Josephus und die ev. Chronologie (= SAH Philos.-hist. Kl. Jg. 1939/40, Abb. 3). 1940.
- Die Anfänge der hebräischen Geschichtsschreibung (= SAH 1941/42, Abh. 3). 1942.
- Drei Erdkarten. Ein Beitrag zur Erkenntnis des hebräischen Altertums (= SAH Philos.-hist. Kl. Jg. 1944/48, Abh. 3). 1949.
- Geschichtsschreibung in Israel. Untersuchungen zum Jahwisten (Skrifter utgivna av Kungl. Humanistica Vetenskaps samfundet i Lund 50). Lund 1952.